# Achutupu
Achutupu o Isla Perro (en dulegaya: Assudub, «isla del perro») es una isla y localidad del archipiélago de San Blas de la comarca indígena panameña de Guna Yala, ubicada a 7 kilómetros de la costa. Pertenece al corregimiento de Ailigandí.

## Historia

### Biografía de Sahila Iguanaisy
Iguanaisy, nació en el antiguo poblado llamado Guasirwila; el día 3 de febrero de 1890. Es hijo del señor Iguaniquipe y Buna Olokaider, su madre.
Iguanaisy desde muy joven se interesó por la tradición Kuna; asistía con frecuencia al congreso local donde los versadores de la materia intercambiaban y analizaban las ideas. Esa iniciativa lo condujo hacia las universidades Kunas donde aprendió a hablar en público.
Desde su temprana edad, a los 15 años de edad, fue nombrada como sualibed por parte del Sahila Koinad, esa distinción, lo empujo más hacia el aprendizaje de la cultura kuna, comenzó a visitar a los Argar (voceros), para adquirir más conocimiento sobre el origen del hombre kuna.
Contrajo su primer matrimonio a los 21 años de edad en la desembocadura del rio Sangandi, de ese matrimonio le nacieron 4 hijos.
Iguanaisy, es nombrado como primer Sahila en el año 1921, después de la muerte del primer Sahila del pueblo Koinad.
En 1967, a sus 77 años se jubiló aun siendo la máxima figura de la comunidad.
Falleció el 8 de abril de año 1972, a sus 82 años de edad a las 8:15 Am en su residencia, en Achutupu, Kuna Yala.
PARTICIPACIÓN DEL SAHILA IGUANAISY EN LA REVOLUCIÓN KUNA DE 1925.                                                                                                                                                      “Se menciona en los documentos de la historia de la Revolución Kuna que reposa en Ailigandi, que el Sahila Iguanaisy fue también uno de los hombres de confianza y colaborador del Cacique Colman la responsabilidad que le dio Colman  fue que contactar a Nele Kantule para que pudiera hablar con él  ya que los USTUPEÑOS en primera instancia no querían participar en la REVOLUCIÓN, fue organizado una Chicha brava de 3 días en la Comunidad de Achutupu  quienes a través de una comitiva liderizado por Sahila Iguanaisy fue a Ustupu a buscar a Nele Kantule para que asistiera a este evento, aunque los líderes de Ustupu estaban reacidos a que Nele saliera de Ustupu.
Gracias al Sahila IGUANAISY y su intuición de convencer a que Nele Kantule participara en la Chicha brava de Achutupu,  fue posible el encuentro en la casa de Iguanaisy entre el Cacique Colman y el Sahila Nele Kantule y las Comitivas para el apoyo de Ustupu a través del Sahila Nele Kantule en la Revolución, en esta reunión se armaron las diferentes estrategias para este fin. Además del  SAHILA IGUANAISY, Achutupu dijo presente con la participación de su único Guerrero el  SOLDADO OLOYODEGUINYA quien participó en la revolución de 1925…   ACHUTUPU  TAMBIÉN TUVO SU PARTICIPACIÓN  A TRAVÉS DE  ESTOS DOS HÉROES…..VIVA LA REVOLUCIÓN KUNA DE 1925.” 

## Educación
La comunidad de Achutupu cuenta con una escuela, la Escuela Sahila Iguanaisy. El día 8 de abril se celebra la conmemoración de la muerte De Sahila Iguanaisy.

## Transporte
Air Panamá es la aerolínea que comunica la isla con el interior del país y tiene su base de operaciones en el Aeropuerto de Achutupu, que se localiza en el suroeste de la isla y se alcanza por medio de bote.